# Paljacktjärnen
Paljacktjärnen är en sjö i Sundsvalls kommun i Medelpad och ingår i Indalsälvens huvudavrinningsområde. Sjön har en area på 0,103 kvadratkilometer och ligger 343,7 meter över havet. Sjön avvattnas av vattendraget Paljacktjärnbäcken.

## Delavrinningsområde
Paljacktjärnen ingår i det delavrinningsområde (697707-156190) som SMHI kallar för Mynnar i Ljustorpsån. Medelhöjden är 381 meter över havet och ytan är 6,37 kvadratkilometer. Det finns inga avrinningsområden uppströms utan avrinningsområdet är högsta punkten. Paljacktjärnbäcken som avvattnar avrinningsområdet har biflödesordning 3, vilket innebär att vattnet flödar genom totalt 3 vattendrag innan det når havet efter 69 kilometer. Avrinningsområdet består mestadels av skog (86 procent). Avrinningsområdet har 0,1 kvadratkilometer vattenytor vilket ger det en sjöprocent på 1,6 procent.